# Joseph Toynbee
Joseph Toynbee, född 30 december 1815 i Heckington, Lincolnshire, död 7 juli 1866, var en engelsk öronläkare; far till Arnold Toynbee.
Toynbee anställdes vid unga år som kurator vid det anatomiska museum, som tillhörde College of Surgeons i London, och ägnade sig redan från denna tid med förkärlek åt undersökningar om hörselorganet. Även om det fanns äldre studier över örats patologiska anatomi, så var dessa tämligen fåtaliga och berörde mest de fördärvliga följderna av öroninflammationen. 
Toynbee var den förste, som företog undersökningar i stor skala för att anatomiskt belysa hörselrubbningarnas natur, och visade därvid, att de vanligaste orsakerna till dessa ligger i förändringar hos den ljudledande apparaten, speciellt i mellanörat. Mindre betydande är hans arbeten inom den praktiska öronläkekonsten, och han överlät åt andra att dra de diagnostiska och terapeutiska slutsatserna av hans anatomiska forskning. Likväl innehåller hans lärobok Diseases of the Ear (1860) en mängd förträffliga iakttagelser. Som lärare verkade han vid St Mary's Hospital i London.